# Слобода-Ялтушковская
Слобода́-Ялтушко́вская (укр. Слобода́-Ялтушкі́вська) — село на Украине, находится в Барском районе Винницкой области.
Население по переписи 2001 года составляло 864 человека. Почтовый индекс — 23022. Телефонный код — 4341.
В селе действует храм Рождества Пресвятой Богородицы Барского благочиния Винницкой и Барской епархии Украинской православной церкви.

## Адрес местного совета
23021 с. Ялтушков, ул. Ленина, 15.